# Campeonato Mato-Grossense
Campeonato Mato-Grossense är distriktsmästerskapet i fotboll i delstaten Mato-Grossense i Brasilien. Mästerskapet har spelats sedan 1943 och har korat 15 olika segerare, där den klubben med flest segrar är, per 2011, Mixto med 24 mästerskapssegrar.